# Barnacle Bill (chanson)
Barnacle Bill the Sailor est une chanson à boire américaine adaptée de Bollocky Bill the Sailor, un traditionnel de la chanson folklorique initialement intitulé Abraham Brown.
La première version imprimée de la chanson est apparue dans le livre Immortalia (1927). D'autres versions sont également connues en Angleterre et en Écosse à partir du début du XXe siècle.